# 上床美智子
上床 美智子（うわとこ みちこ、1980年4月8日 - ）は、日本の女優。本名は内海 美智子（うつみ みちこ）。
埼玉県さいたま市北区出身。吉本興業所属。

## 人物・略歴
法政大学経営学部経営学科卒。同大学4年次からルミネtheよしもとの新喜劇に出演。
1998年8月、埼玉県立浦和西高等学校在学中に、吉本新喜劇オーディションにより芸能界入り。応募総数400名弱の中から選ばれる。同期はオカマのピン芸人アンナ。
2004年〜2009年まで、ジェイアール東海パッセンジャーズ東京列車営業支店に所属し、新幹線パーサーとして東海道新幹線に乗務していた。
2007年6月22日、吉本興業東京本社（東京吉本）所属のピン芸人カートヤングこと内海仁志と入籍。同年10月20日に挙式。
趣味はダンス、マッサージ。親戚に「日本一下手な歌手」の登録商標をしている上床敬子（うわとこけいこ）がいる。
現在、ルミネtheよしもとの新喜劇で活躍中。

## 出演

### テレビ
- わらいのじかん （テレビ朝日、1999年 - 2000年）
- やりすぎコージー （テレビ東京、2008年）
- ダウンタウンのガキの使いやあらへんで!! （日本テレビ、2008年9月28日）「山崎歌劇団」

### 舞台
- よしもと新喜劇（スタジオアルタ、1999年 - 2001年）
- 小泉新喜劇（2001年 - 2002年）
- 吉本新喜劇（ルミネtheよしもと / 品川プリンスシアター、2002年 - ）